# Zemeros emesoides
Zemeros emesoides é uma pequena borboleta que pertence à família Riodinidae.

## Subespécies
- Zemeros emesoides emesoides Península da Malásia
- Zemeros emesoides zynias Fruhstorfer, 1914 - Sumatra
- Zemeros emesoides bangueyanus Fruhstorfer, 1912 - Banggi
- Zemeros emesoides eso Fruhstorfer, 1904 – Bornéu

## Distribuição
Esta espécie pode ser encontrada em Sumatra, Bornéu, Península da Malásia e em Singapura.